# Antonio Garzoni Provenzani
Antonio Garzoni Provenzani (Roma, 2 dicembre 1906 – 15 febbraio 1989) è stato un canottiere italiano, medaglia di bronzo nella gara del quattro senza di canottaggio ai Giochi olimpici di Los Angeles 1932 e di altre due medaglie ai Campionati europei.

## Palmarès
| Anno | Manifestazione  | Sede        | Evento        | Risultato |
| ---- | --------------- | ----------- | ------------- | --------- |
| 1932 | Giochi olimpici | Los Angeles | Quattro senza | Bronzo    |